# Покемон: Детектив Пікачу
«Покемо́н детекти́в Пікачу́» (англ. Pokémon Detective Pikachu) — повнометражний фільм режисера Роба Леттермана, знятий на основі однойменної відеогри 2016 року. Перший фільм з живими акторами у франшизі «Покемон»; головного героя картини, покемона-детектива Пікачу, в оригіналі озвучив Раян Рейнольдс. Старт у широкому прокаті в України відбувся 9 травня 2019 року. Розробка сиквелу була оголошена в січні 2019 року, ще до виходу фільму.
Дії розгортаються у всесвіті покемонів. Тім Гудман — страховий агент-невдаха, який мріяв бути тренером покемонів, син видатного детектива Гаррі Гудмана. Коли його батько зникає після автокатастрофи, Тім приїжджає в місто Райм-Сіті та зустрічається з детективом Пікачу, який був напарником-покемоном Гаррі. Тім якимось чином розуміє мову детектива, і вони неохоче об'єднуються, щоб знайти Гаррі та розкрити таємницю його зникнення.

## Сюжет
Тім Гудман — молодий стажист в страховому агентстві. В дитинстві він покинув тренування покемонів через смерть своєї матері та переїзд батька, Гаррі. Товариш Тіма, Джек, намагається залучити його до ловів покемона к'юбона, проте покемон виявляється сильніший, ніж очікувалось. Після цього Тім дізнається, що вночі його батько потрапив у аварію та імовірно загинув. Він їде за речами батька в Райм-Сіті, мегаполіс, де люди й покемони мирно співіснують, а поширена розвага — бої покемонів, заборонені. Біля батькового будинку Тім зустрічає блогерку Люсі Стівенс з її покемоном псідаком. Люсі підозрює, що Тім міг би щось розповісти про Гаррі, але нічого від нього не добивається. Оглядаючи квартиру, Тім знаходить колбу з фіолетовим газом, яку необачно відкиває. Газ вдихають покемони ейпоми на вулиці та скаженіють. Невдовзі Тім зустрічає в квартирі пікачу, мову якого якимось чином може розуміти. На них нападає зграя ейпомів, обоє тікають, поки дія газу не припиняється. Спантеличений Тім намагається розповісти всім навколо про скажених ейпомів і балакучого пікачу, проте йому не вірять.
Пікачу розповідає, що він був партнером Гаррі, проте не пам'ятає деталей. Оскільки тіло Гаррі не було знайдено, пікачу врішує, що Тімовий батько насправді живий. Аби з'ясувати що сталося при аварії, Тім з покемоном шукають Люсі. Вона розповідає, що в Гаррі був інформатор на міських верфях, яким виявляється покемон містер майм. Той жестами пояснює, що в місті є підпільна арена для боїв покемонів. Вона належить манірному Себастьяну, який заявляє, що Тімовий пікачу бився з його чарізардом, і вимагає ревангу. Пікачу погоджується, але вже опинившись на арені розуміє, що забув як користуватися своїми електричними силами. Себастьян дає чарізарду вдихнути фіолетовий газ з написом «R» на колбі. Тім кидається на допомогу пікачу, в ході бійки Себастьсян випадково розбиває всі свої колби і покемони навколо скаженіють. Пікачу рятується від чарізарда, копнувши меджікарпа з акваріума, що спонукає того еволюціонувати в гірадоса.
Тім сперечається з лейтенантом поліції Хідео Йошідою, що Гаррі може бути живий, але Йошіда показує йому відео аварії Гаррі, в якій було неможливо вижити. Коли Тім уже визнає загибель батька, його з пікачу зустрічає міс Норман, яка приводить їх до засновника Райм-Сіті — паралізованого Говарда Кліффорда. Він показує голографічний запис аварії, на якому видно, що Гаррі вижив. Проте з'явився покемон м'ю-ту й стер пікачу спогади про зустріч із ним, а Гаррі забрав. Говард пояснює, що м'ю-ту створено на основі ДНК викопних покемонів і це мабуть наймогутніший покемон на світі. Говард доручає стежити за його сином Роджером, який контролює його компанію та місто, і його незаконними дослідженнями цікавився Гаррі.
Тім і пікачу об'єднуються з Люсі та її псідаком, щоб проникнути в лабораторію, біля якої сталася аварія і звідки втік м'ю-ту. Вони пробираються всередину, де виявляють записи про доктора Енн Лоран, яка експериментувала з м'ю-ту для отримання газу «R». Незабаром хтось дистанційно відчиняє капсули з піддослідними греніндзя. Тім та Люсі зі своїми покемонами тікають, від погоні їх рятує випущена псідаком психічна хвиля. Проте це пробуджує гігантських тортерр, які спали під землею. В ході втечі в пікачу влучає камінь і він непритомніє. Тіму вдається донести його до бульбазаврів, які відводять героїв на галявину в лісі, де їх вітає м'ю-ту. Він лікує пікачу і намагається пояснити свої наміри, але несподівано його захоплює Роджер. Пікачу повертає спогади й картає себе за те, що не врятував Гаррі, а його сина втягує в неприємності.
Пікачу сам добирається до моста, де Гаррі потрапив в аварію, та знаходить сюрикен греніндзя. Він здогадується, що м'ю-ту захистив Гаррі від оскаженілих греніндзя та поспішає розповісти про це Тіму. Тим часом Тім приходить до Говарда, який розповідає свій справжній план — за допомогою газу зробити розум м'ю-ту вразливим і переселити свою свідомість у тіло наймогутнішого покемона з допомогою спеціального обруча. Говард встигає переселитися в м'ю-ту, після чого вирушає здійснити другу частину свого задуму — переселити всіх жителів міста в тіла покемонів аби людини могли еволюціонувати, як покемони. Для цього він випускає газ «R» з повітряних куль, привезених на парад покемонів з нагоди річниці заснування міста.
Покемони на вулицях скаженіють, Тім же тим часом дізнається, що за Роджера та міс Норман видава себе покемон дітто, здатний набувати будь-якої форми. Тім бореться з дітто, який перетворюється на різних покемонів, поки пікачу відволікає м'ю-ту, щоб Тім звільнив його з-під контролю Говарда. Врешті Тіму вдається зірвати з голови Говарда обруч і той опиняється у своєму людському тілі.
Мьюту повертає жителів Райм-Сіті в нормальний стан, Говарда заарештовують. Справжній Роджер, наймає Люсі репортеркою. М'ю-ту показує Тіму, що він не викрадав Гаррі. Пікачу погодився врятувати детектива, віддавши своє тіло як вмістилище для його свідомості. М'ю-ту відновлює Гаррі, а пікачу стає звичайним покемоном. Батько пропнує Тіму повернутися додому, але Тім вирішує залишитися, щоб провести час з ним і пікачу.

## У ролях
- Раян Рейнольдс — детектив пікачу (голос і мімічні рухи обличчя; голос пікачу, який чує решта людей, належить японському актору-сейю Ікуе Отані). Рейнольдс також зображує Гаррі Гудмана.
- Джастіс Сміт — Тім Гудман, молодий чоловік, який шукає свого зниклого батька. Він також партнер детектива пікачу, і єдина людина, здатна розуміти його мову.
- Кетрін Ньютон — Люсі Стівенс, молода репортерка в супроводі псідака.
- Ріта Ора — докторка Енн Лоран, працівниця «Кліффорд інтерпрайзис».
- С'юкі Вотергаус — міс Норман, генетично вдосконалений покемон дітто, помічниця-охоронець Кліффордів.
- Білл Наї — Говард Кліффорд, бізнесмен-засновник міста покемонів і людей.
- Кен Ватанабе — лейтенант-детектив Хідео Йошіда, друг Гаррі Гудмена (у супроводі подекса, англ. Snubbull).
- Кріс Ґір — Роджер Кліффорд, син Говарда, президент «Кліффорд інтерпрайзис».
- Каран Соні — Джек, товариш Тіма

## Український дубляж
Фільм дубльовано студією «Постмодерн» на замовлення компанії «Кіноманія» у 2019 році. Перекладач — Олег Колесніков, режисер дубляжу — Катерина Брайковська. Ролі дублювали:
- Дмитро Гаврилов — Детектив Пікачу
- Павло Скороходько
- Юрій Сосков — Тім Гудман
- Христина Вижу — Люсі Стівенс
- Павло Лі — Псайдак

А також: Дмитро Терещук, Юрій Висоцький, Олег Стальчук, Наталя Романько-Кисельова, Дмитро Завадський та інші.

## Реліз

### Театральний

#### Японія
Спочатку анонсувалося, що Universal Pictures був пов'язаний з розповсюдженням дистрибуції за межами Японії, тоді як Toho займеться елізом у Японії. Станом на 25 липня 2018 року, Warner Bros. оголосили, що взяли на себе обов'язки з дистрибуції у всьому світі (крім в Японії та Китаю) від Universal, з датою виходу без змін. Warner Bros. також отримав права на фільми за франшизою «Покемон» на 30 років. Фільм отримав рейтинг PG (дозволено під наглядом батьків) від MPAA, це перший фільм серії «Покемон» що вийшов у США, який отримав рейтинг вище G (без вікових обмежень).
Коли то 29 листопада 2018 року був анонсований японський реліз фільму, Ріома Такеучі був підтверджений голосом Тіма Гудмана в Японській версії. Такеучі також фігурує короткою появою в самому фільмі як тренер покемонів. На 20 березня 2019 року, було підтверджено, що Марі Ітуайо озвучить Люсі Стівенс, в Кен Ватанабе повторить свою роль як Детектив Йошіда в японському дубляжі. Коли прем'єра фільму відбулася в Японії на 3 травня 2019 року, Хідетосі Нісідзіма підтвердив, що він озвучив детектива пікачу в японському дубляжі.

#### Міжнародний
Прем'єра в США відбулася на 3 травня 2019 року в Нью-Йорку. «Детектив Пікачу» вийшов на екрани незабаром після того, як це відбулося 8 травня 2019 в Європі, 9 травня 2019 року в Південній Кореї, Гонконгу, Сінгапурі, Новій Зеландії, Австралії, та Україні, і 10 травня 2019 року в Китаї, Великій Британії, Ірландії, Канаді, та США, в форматах RealD 3D, Dolby Cinema, 4DX, та ScreenX.

### Домашні ЗМІ
«Детектив Пікачу» вийшов в Digital HD 23 липня 2019 року, і в Ultra HD Blu-ray, Blu-ray та DVD 6 серпня 2019 року.

## Сиквел
У січні 2019 року, на місяці до виходу «Детектив Пікачу», Legendary Entertainment оголосив що продовження вже розробляється, з Ореном Узіелем підписаним як сценарист.

## Дивитися також
- Список фільми «Покемон»[en]

## Зауваження
1. ↑  Також відомий як «Покемон. Детектив Пікачу»